# Broj 1 singlovi 2003. (Russian Airplay Chart)
Popis broj 1 singlova u 2003. godini u Rusiji prema Russian Airplay Chartu. Singl godine je "Okean i tri reki" Valeri Meladze i VIA Gre.
| Datum        | Skladba            | Skladba           | Izvođač                  |
| Datum        | (originalno)       | (transliterirano) | Izvođač                  |
| ------------ | ------------------ | ----------------- | ------------------------ |
| 30. studenog | "Океан и три реки" | Okean i tri reki  | Valeri Meladze i VIA Gra |
| 7. prosinca  | "Океан и три реки" | Okean i tri reki  | Valeri Meladze i VIA Gra |
| 14. prosinca | "Муси-пуси"        | Musi-pusi         | Katya Lel'               |
| 21. prosinca | "Новогодняя"       | Novogodnyaya      | Verka Serdyuchka         |
| 28. prosinca | "Муси-пуси"        | Musi-pusi         | Katya Lel'               |